# Tjyhunatjny rajon, Vitsebsk
Tjyhunatjny rajon (belarusiska: Чыгуначны Раён) är en rajon i staden Vitsebsk, som även ligger i Vitsebsks voblast, i den nordöstra delen av landet, 220 km nordost om Belarus huvudstad Minsk.
Runt Tjyhunatjny rajon är det i huvudsak tätbebyggt. Runt Tjyhunatjny rajon är det ganska tätbefolkat, med 139 invånare per kvadratkilometer.